# کتاب گورستان
کتاب گورستان (به انگلیسی: The Graveyard Book) نام کتابی از نیل گیمن است.

## داستان
کتاب گورستان، داستان پسری است که توسط مردگان به فرزندی پذیرفته می‌شود. او از ارواح، نیروهای فراطبیعی مانند ناپدید شدن را می‌آموزد. او با موجودات شریری روبه‌رو می‌شود.

## جایزه
- جایزه هوگو – بهترین رمان – ۲۰۰۹
- مدال نیوبری ۲۰۰۹
- جایزه بوک‌تراست تین‌ایج ۲۰۰۹

## بن‌مایه
- ماهنامه‌ی ادبیات گمانه‌زن – پیش‌شماره ۲ – مرداد ۱۳۸۹[پیوند مرده]
- کتاب گورستان - آکادمی فانتزی[پیوند مرده]